# 黄義助
黄 義助（ファン・ウィジョ、朝鮮語: 황의조、1992年8月28日 - ）は、韓国・京畿道城南市出身のサッカー選手。スュペル・リグ・アランヤスポル所属。元韓国代表。ポジションはフォワード（センターフォワード)。

## 経歴

### ユース時代
城南FC（当時は城南一和天馬）と提携し同クラブの下部組織となっている豊生（プンセン）中学校、豊生（プンセン）高校出身。
2011年新人選抜ドラフトでは城南から優先指名を受けた上で、出場機会確保のために延世大学校に進学。2012年、春季大学リーグ戦では9試合9ゴールで得点王、Uリーグでは16試合に出場して13ゴールを記録。

### 城南FC
2013年、大学を中退して城南一和天馬（翌年から城南FCに改称）に加入。デビュー戦となった第1節の水原三星ブルーウィングスとの試合では、先発フル出場して前半22分に初ゴールを決めた。
2015年シーズンには34試合15得点でKリーグクラシック得点ランキング2位を記録、同年のAFCチャンピオンズリーグでも3得点をあげた。同年のKリーグアウォーズではベストヤングプレーヤー賞の候補者3人の中の1人に残った。
2016年、クラブはプレーオフの末に2部降格が決まった。黄は9得点をあげたが、チームの成績が低迷した9月以降は1ゴールのみにとどまった。2017年シーズンは長身ストライカーの朴成鎬が加入したことにより、それまでのセンターフォワードからサイドにポジションを移してプレーした。
なお、城南FCとの関係は2022年になっても継続しており、城南FCの存続運動にも自身のSNSで協力を呼びかけている。

### ガンバ大阪
2017年6月20日、ガンバ大阪への完全移籍が発表された。契約期間は2年。契約書にはKリーグ復帰の際には城南FCに戻るという条項が加えられた。G大阪は2016年冬にも黄にオファーを送ったと報じられていた。7月29日、第19節のセレッソ大阪戦で移籍後初出場し、同点ゴールを記録しチームの勝利に貢献した。
2シーズン目となった2018年4月11日、第7節のジュビロ磐田戦で得点を決めてリーグ戦初勝利に貢献した。6月9日、ルヴァンカップ・プレーオフ第2戦のジュビロ磐田戦では、来日後初ハットトリックを決めてプライムステージ進出に貢献した。
アジア競技大会へ出場のため8月は戦列から離脱したが、韓国代表から復帰後1試合目となった9月15日の第26節 ヴィッセル神戸戦から9月29日の第28節 サンフレッチェ広島戦まで3試合で4ゴールを決めチームの4連勝に貢献。さらに得点を重ね、11月10日の湘南ベルマーレ戦では、チームの残留を決める得点を挙げて、累積警告による出場停止1試合を除いて6試合連続ゴールを達成。この連続得点記録は、エムボマやアラウージョ、宇佐美貴史ら7人が達成したクラブ最長記録に並んだ。この活躍を受け、2018年のJリーグベストイレブンと優秀選手賞を受賞した。

### ボルドー
3シーズン目となった2019年シーズン、7月14日にフランス1部リーグ、リーグ・アン所属のFCジロンダン・ボルドーに完全移籍で加入することがクラブ公式より発表された。8月24日移籍後3試合目にしてディジョン戦で移籍後初ゴールを決めた。
2019-2020年シーズン2月23日第26節PSG戦で試合には敗れたが先制ゴールを決めた。2022年1月23日、第22節RCストラスブール戦でハットトリックを決め、この日の2点目のゴールでリーグ・アンにおけるアジア圏プレーヤーとしての通算最多ゴール記録者となった。

### ノッティンガム・フォレストからのローン期間
2022年8月26日、24年ぶりにプレミアリーグに昇格したノッティンガム・フォレストFCに完全移籍するも、すぐに1シーズンローンでオーナーが同じオリンピアコスFCに加入してプレーすることになった。しかしオリンピアコスで成功を収めることはできず、5ヶ月にわたってノーゴールが続いたためローン契約が早期に打ち切られた。
2023年2月5日、Kリーグ1のFCソウルに6月30日までの5ヶ月ローンで加入した。2022-23シーズンは既に3クラブで登録されていたため、国際サッカー連盟 (FIFA) の「選手の地位及び移籍に関する規則（RSTP）」第5条第4項の規定上、いわゆる秋春制のリーグでのプレーが不可能となったことから、異なるシーズンを採用する母国韓国でプレーすることになった。
2023年9月1日、1シーズンローンでEFLチャンピオンシップのノリッジ・シティFCに加入。しかし、度重なる負傷のため2024年1月9日、ノリッジとのローン契約は早期打ち切りとなった。
2024年2月6日、アランヤスポルに2023-24シーズン終了までのローンで加入。

### アランヤスポル
2024年9月6日、アランヤスポルに1年契約で完全移籍した。2025年7月11日には契約を2年延長した。

## 代表経歴
ファン・ウィジョは、10代のころから各年代別の韓国代表に招集されている。2014年12月に実施された済州島合宿で韓国A代表に初選出された。2015年9月3日に行われたFIFAワールドカップ・アジア2次予選のラオス代表戦で韓国代表デビューを果たした。10月には国際親善試合のジャマイカ代表戦で韓国代表初ゴールを決めた。以降コンスタントに代表に招集されるも目立った結果は残せず、結果的に2018 FIFAワールドカップのメンバーからは落選した。
2018年8月に23歳以下（U-23）のアジア競技大会サッカー男子に臨む韓国代表に選出。ファンの選出に対して韓国サポーターは金鶴範監督が城南FC監督時代の縁故で起用したのではないかと疑いの目で見られそれなりの役割を果たせなければ、非難の声を一身に浴びることになるだろうと報じられたが、同大会では9得点を挙げ得点王に輝き、韓国代表の2大会連続5度目の優勝に貢献。大韓民国国軍の兵役免除の恩典を受けることになった。10月12日、国際親善試合のウルグアイ代表戦で後半21分にソン・フンミンが蹴ったPKのこぼれ球を押し込み、先制点を挙げた。
12月18日には、韓国サッカー協会が選ぶ2018年に最も優れた活躍を見せた韓国サッカー選手に与えられる、「今年の選手賞」を受賞した。なお、2位はソン・フンミン、3位はチョ・ヒョヌとなった。総投票者53人の70%近くに上る36人がファンを1位に挙げ、ライバルに大きく差をつけた受賞だった。12月20日、AFCアジアカップ2019に臨む韓国代表メンバーに選出された。本大会でファンは5試合に出場して2得点を挙げるが、チームは準々決勝で優勝したカタール代表に敗れ敗退となった。なお、この試合の失点直後にゴールネットを揺らすがオフサイドとなり、VARでも判定は覆らなかった。
2021年、ファンは東京2020オリンピックに臨むサッカー男子韓国代表メンバーにオーバーエイジで選出された。予選リーグ3戦目のホンジュラス代表戦ではハットトリックを決めるなど大会4得点を記録したが、チームは準々決勝でメキシコ代表に敗れ敗退となった。
2022年6月2日、国際親善試合のブラジル代表戦では一時同点となるゴールを決めた。12月12日、2022 FIFAワールドカップに臨む韓国代表メンバーに選出され、本大会ではチームが戦った4試合すべてに出場するも、ウルグアイ代表との初戦で前半にゴール前での決定機を外してしまうなど、目立った活躍はできず自身は初のW杯を無得点で終えた。

## 所属クラブ
ユース経歴
- 2005年 - 2007年 城南FCJr.ユース（豊生中等学校）
- 2008年 - 2010年 城南FCユース（豊生高等学校）
- 2011年 - 2012年 延世大学校

プロ経歴
- 2013年 - 2017年6月 城南FC
- 2017年7月 - 2019年7月 ガンバ大阪
- 2019年7月 - FCジロンダン・ボルドー
- 2022年8月 - ノッティンガム・フォレストFC
  - 2022年8月 - 2023年1月 オリンピアコスFC（レンタル移籍）
  - 2023年2月 - 2023年8月 FCソウル（レンタル移籍）
  - 2023年9月 - 2024年1月 ノリッジ・シティFC（レンタル移籍）
  - 2024年2月 - 同年5月 アランヤスポル（レンタル移籍）
- 2024年9月 - アランヤスポル

## 個人成績
| 国内大会個人成績 | 国内大会個人成績 | 国内大会個人成績 | 国内大会個人成績      | 国内大会個人成績 | 国内大会個人成績 | 国内大会個人成績 | 国内大会個人成績 | 国内大会個人成績 | 国内大会個人成績 | 国内大会個人成績 | 国内大会個人成績 |
| 年度             | クラブ           | 背番号           | リーグ                | リーグ戦         | リーグ戦         | リーグ杯         | リーグ杯         | オープン杯       | オープン杯       | 期間通算         | 期間通算         |
| 年度             | クラブ           | 背番号           | リーグ                | 出場             | 得点             | 出場             | 得点             | 出場             | 得点             | 出場             | 得点             |
| 韓国             | 韓国             | 韓国             | 韓国                  | リーグ戦         | リーグ戦         | リーグ杯         | リーグ杯         | FA杯             | FA杯             | 期間通算         | 期間通算         |
| ---------------- | ---------------- | ---------------- | --------------------- | ---------------- | ---------------- | ---------------- | ---------------- | ---------------- | ---------------- | ---------------- | ---------------- |
| 2013             | 城南             | 25               | Kクラシック           | 22               | 2                | -                | -                | 1                | 1                | 23               | 3                |
| 2014             | 城南             | 16               | Kクラシック           | 28               | 4                | -                | -                | 4                | 1                | 32               | 5                |
| 2015             | 城南             | 16               | Kクラシック           | 34               | 15               | -                | -                | 3                | 3                | 37               | 18               |
| 2016             | 城南             | 10               | Kクラシック           | 37               | 9                | -                | -                | 3                | 0                | 40               | 9                |
| 2017             | 城南             | 16               | Kチャレンジ           | 17               | 4                | -                | -                | 1                | 0                | 18               | 4                |
| 日本             | 日本             | 日本             | 日本                  | リーグ戦         | リーグ戦         | リーグ杯         | リーグ杯         | 天皇杯           | 天皇杯           | 期間通算         | 期間通算         |
| 2017             | G大阪            | 11               | J1                    | 13               | 3                | 2                | 0                | 0                | 0                | 15               | 3                |
| 2018             | G大阪            | 11               | J1                    | 27               | 16               | 6                | 5                | 1                | 0                | 34               | 22               |
| 2019             | G大阪            | 16               | J1                    | 19               | 4                | 3                | 3                | 0                | 0                | 22               | 7                |
| フランス         | フランス         | フランス         | フランス              | リーグ戦         | リーグ戦         | F・リーグ杯      | F・リーグ杯      | フランス杯       | フランス杯       | 期間通算         | 期間通算         |
| 2019-20          | ボルドー         | 18               | アン                  | 24               | 6                | 1                | 0                | 1                | 0                | 26               | 6                |
| 2020-21          | ボルドー         | 18               | アン                  | 36               | 12               | -                | -                | 1                | 0                | 37               | 12               |
| 2021-22          | ボルドー         | 18               | アン                  | 32               | 11               | -                | -                | 1                | 0                | 33               | 11               |
| 2022-23          | ボルドー         | 18               | ドゥ                  | 2                | 0                | -                | -                | 0                | 0                | 2                | 0                |
| ギリシャ         | ギリシャ         | ギリシャ         | ギリシャ              | リーグ戦         | リーグ戦         | リーグ杯         | リーグ杯         | エラーダス杯     | エラーダス杯     | 期間通算         | 期間通算         |
| 2022-23          | オリンピアコス   | 18               | スーパーリーグ        | 5                | 0                | -                | -                | 1                | 0                | 6                | 0                |
| 韓国             | 韓国             | 韓国             | 韓国                  | リーグ戦         | リーグ戦         | リーグ杯         | リーグ杯         | FA杯             | FA杯             | 期間通算         | 期間通算         |
| 2023             | ソウル           | 16               | K1                    | 18               | 4                | -                | -                | 0                | 0                | 18               | 4                |
| イングランド     | イングランド     | イングランド     | イングランド          | リーグ戦         | リーグ戦         | FLカップ         | FLカップ         | FAカップ         | FAカップ         | 期間通算         | 期間通算         |
| 2023-24          | ノリッジ・シティ | 31               | EFL                   | 17               | 3                | 1                | 0                | 0                | 0                | 18               | 4                |
| トルコ           | トルコ           | トルコ           | トルコ                | リーグ戦         | リーグ戦         | トルコ杯         | トルコ杯         | オープン杯       | オープン杯       | 期間通算         | 期間通算         |
| 2023-24          | アランヤスポル   | 16               | スュペル・リグ        | 8                | 1                | 0                | 0                | -                | -                | 8                | 1                |
| 2024-25          | アランヤスポル   | 16               | スュペル・リグ        | 30               | 7                | 3                | 0                | -                | -                | 33               | 7                |
| 通算             | 韓国             | 韓国             | Kクラシック/K1        | 139              | 34               | -                | -                | 11               | 5                | 150              | 39               |
| 通算             | 韓国             | 韓国             | Kチャレンジ           | 17               | 4                | -                | -                | 1                | 0                | 18               | 4                |
| 通算             | 日本             | 日本             | J1                    | 59               | 23               | 11               | 8                | 1                | 0                | 71               | 35               |
| 通算             | フランス         | フランス         | アン                  | 92               | 29               | 1                | 0                | 3                | 0                | 96               | 29               |
| 通算             | フランス         | フランス         | ドゥ                  | 2                | 0                | 0                | 0                | 0                | 0                | 2                | 0                |
| 通算             | ギリシャ         | ギリシャ         | スーパーリーグ        | 5                | 0                | -                | -                | 1                | 0                | 6                | 0                |
| 通算             | イングランド     | イングランド     | EFLチャンピオンシップ | 17               | 3                | 1                | 0                | 0                | 0                | 18               | 3                |
| 通算             | トルコ           | トルコ           | スュペル・リグ        | 38               | 8                | 3                | 0                | -                | -                | 41               | 8                |
| 総通算           | 総通算           | 総通算           | 総通算                | 367              | 101              | 17               | 8                | 16               | 5                | 400              | 114              |

- Jリーグ初出場・初得点 - 2017年7月29日 J1第19節 vsセレッソ大阪（市立吹田サッカースタジアム）

## 代表歴
- 国際Aマッチ初出場 - 2015年9月3日 - 2018 FIFAワールドカップ・アジア2次予選 vsラオス代表（華城総合運動場）
- 国際Aマッチ初得点 - 2015年10月13日 - 国際親善試合 vsジャマイカ代表（ソウルワールドカップ競技場）

### 出場大会
- 2009年  U-17韓国代表
- 2011年  U-20韓国代表
- 2012年 - 2014年、2018年、2021年　U-23韓国代表
  - AFC U-22選手権2013
  - 2018年アジア競技大会（オーバーエイジ）
  - 東京2020オリンピック（オーバーエイジ）
- 2015年 - 韓国代表
  - 2018 FIFAワールドカップ・アジア2次予選
  - 2018 FIFAワールドカップ・アジア3次予選
  - AFCアジアカップ2019
  - 2022 FIFAワールドカップ・アジア2次予選
  - 2022 FIFAワールドカップ・アジア3次予選
  - 2022 FIFAワールドカップ
  - 2026 FIFAワールドカップ・アジア2次予選

### 試合数
- 国際Aマッチ 62試合 19得点（2015年 - 2023年）[43]

| 韓国代表 | 国際Aマッチ | 国際Aマッチ |
| 年       | 出場        | 得点        |
| -------- | ----------- | ----------- |
| 2015     | 4           | 1           |
| 2016     | 4           | 0           |
| 2017     | 3           | 0           |
| 2018     | 7           | 3           |
| 2019     | 14          | 6           |
| 2020     | 2           | 2           |
| 2021     | 6           | 2           |
| 2022     | 13          | 2           |
| 2023     | 9           | 3           |
| 通算     | 62          | 19          |

### 代表での得点
| ＃  | 開催年月日     | 開催地                   | スタジアム                                     | 対戦国           | 勝敗 | 試合概要                               |
| --- | -------------- | ------------------------ | ---------------------------------------------- | ---------------- | ---- | -------------------------------------- |
| 1.  | 2015年10月13日 | ソウル                   | ソウルワールドカップ競技場                     | ジャマイカ       | ○3-0 | 国際親善試合                           |
| 2.  | 2018年10月12日 | ソウル                   | ソウルワールドカップ競技場                     | ウルグアイ       | ○2-1 | 国際親善試合                           |
| 3.  | 2018年11月17日 | ブリスベン               | サンコープ・スタジアム                         | オーストラリア   | △1-1 | 国際親善試合                           |
| 4.  | 2018年11月20日 | ブリスベン               | QSAC                                           | ウズベキスタン   | ○4-0 | 国際親善試合                           |
| 5.  | 2019年1月7日   | ドバイ                   | アール・マクトゥーム・スタジアム               | フィリピン       | ○1-0 | AFCアジアカップ2019                    |
| 6.  | 2019年1月16日  | アブダビ                 | アール・ナヒヤーン・スタジアム                 | 中国             | ○2-0 | AFCアジアカップ2019                    |
| 7.  | 2019年6月7日   | 釜山                     | 釜山アジアド主競技場                           | オーストラリア   | ○1-0 | 国際親善試合                           |
| 8.  | 2019年6月11日  | ソウル                   | ソウルワールドカップ競技場                     | イラン           | △1-1 | 国際親善試合                           |
| 9.  | 2019年9月5日   | イスタンブール           | バシャクシェヒル・ファティ・テリム・スタデュム | ジョージア       | △2-2 | 国際親善試合                           |
| 10. | 2019年9月5日   | イスタンブール           | バシャクシェヒル・ファティ・テリム・スタデュム | ジョージア       | △2-2 | 国際親善試合                           |
| 11. | 2020年11月14日 | ウィーン                 | スタディオン・ウィーナー・ノイシュタット       | メキシコ         | ●2-3 | 国際親善試合                           |
| 12. | 2020年11月17日 | ニーダーエスターライヒ州 | BSFZ-アレーナ                                  | カタール         | ○2-1 | 国際親善試合                           |
| 13. | 2021年6月5日   | 高陽                     | 高陽総合運動場                                 | トルクメニスタン | ○5-0 | 2022 FIFAワールドカップ・アジア2次予選 |
| 14. | 2021年6月5日   | 高陽                     | 高陽総合運動場                                 | トルクメニスタン | ○5-0 | 2022 FIFAワールドカップ・アジア2次予選 |
| 15. | 2022年6月2日   | ソウル                   | ソウルワールドカップ競技場                     | ブラジル         | ●1-5 | 国際親善試合                           |
| 16. | 2022年6月14日  | ソウル                   | ソウルワールドカップ競技場                     | エジプト         | ○4-1 | 国際親善試合                           |
| 17. | 2023年6月20日  | 大田                     | 大田ワールドカップ競技場                       | エルサルバドル   | △1-1 | 国際親善試合                           |
| 18. | 2023年10月13日 | ソウル                   | ソウルワールドカップ競技場                     | チュニジア       | ○4-0 | 国際親善試合                           |
| 19. | 2023年11月17日 | ソウル                   | ソウルワールドカップ競技場                     | シンガポール     | ○5-0 | 2026 FIFAワールドカップ・アジア2次予選 |

## タイトル

### クラブ
城南FC
- 韓国FAカップ：1回（2014年）

### 代表
U-23韓国代表
- アジア競技大会：1回（2018年）

### 個人
- アジア競技大会得点王（2018）
- J1・月間MVP：1回（2018年11月・12月）
- Jリーグ優秀選手賞：1回（2018）
- Jリーグベストイレブン：1回（2018）
- 大韓サッカー協会年間最優秀選手賞：1回（2018）

## 騒動
2023年6月25日、黄の元恋人と名乗る人物がSNSで黄の私生活を暴露する内容の文章および写真・動画を投稿し、騒動になった。その後、黄はSNSのアカウントを非公開にし、マネジメント会社は「根拠のないデマで、性的なひぼう中傷だ。法的対応を取る」という旨の声明を出した。翌日、黄は自身の私生活を暴露する内容の投稿を行った人物を警察に名誉棄損や脅迫などの罪で告発した。
その後、この人物は黄の兄嫁だと分かり、兄嫁は逮捕・起訴された。黄も盗撮された女性と対立となった後、2024年に違法撮影として起訴された。検察側は懲役4年を求刑した。2025年2月14日、ソウル中央地裁から懲役1年、執行猶予2年を言い渡された。黄の兄嫁については懲役3年の刑が確定している。